# David Wilson (Fußballspieler, 1885)
David Wilson (* 14. Januar 1885 in Colmonell; † 9. April 1959 in London) war ein schottischer Fußballspieler und -trainer. 

## Karriere
Wilson begann mit dem Fußballspielen bei Irvine Meadow XI. Seine Profikarriere begann 1901 beim schottischen Erstligisten FC St. Mirren; er kam allerdings in seiner ersten Saison nicht zum Einsatz. In der Folgesaison gelang ihm in seinen zwei Ligaeinsätzen auch sein erstes Tor. Im Jahre 1903 verließ der Außenläufer den Club und schloss sich Zweitligist Hamilton Academical an, für den er eine Saison aktiv war. 
1904 zog es ihn nach England zum damaligen Zweitligisten Bradford City, für die er zwölf Spiele absolvierte. Drei Jahre später wechselte er zu Oldham Athletic für die The Latics war er bis 1921 aktiv und kam dabei auf über 400 Spiele. Von 1907 bis 1911 stand er in jedem Spiel auf dem Platz. Am 5. April 1913 gab er sein Debüt der schottischen Fußballnationalmannschaft, als er zusammen mit seinem Bruder Andy gegen die Auswahl von England an der Stamford Bridge auflief. 
Nach seiner Zeit bei Oldham wechselte Wilson zum FC Nelson, der in die neu geschaffenen Football League Third Division North aufgenommen worden war. Dort war er bis zu seinem 40. Lebensjahr als Spielertrainer aktiv. Später trainierte er je eine Saison Exeter City sowie die Stuttgarter Kickers.

## Persönliches
David Wilson hatte drei Brüder, die ebenfalls Fußball spielten. Sein Bruder Andrew war ebenfalls schottischer Nationalspieler, während seine anderen Brüder James für FC St. Mirren und Alex für Oldham Athletic spielten. Nach seiner Karriere als Trainer war David Wilson im Lebensmittelhandel tätig.